# Heteropoda schwendingeri
Heteropoda schwendingeri là một loài nhện trong họ Sparassidae.
Loài này thuộc chi Heteropoda. Heteropoda schwendingeri được Peter Jäger miêu tả năm 2005.